# Julee Cerda
Julee Cerda (nacida el 29 de enero de 1978) es una actriz estadounidense nacida en Corea del Sur que reside en Nueva York.

## Biografía
Nacida en Corea del Sur de madre coreana y padre dominicano, Julee Cerda se crio simultáneamente en Nueva York y República Dominicana. Mientras estaba en la escuela secundaria, su clase hizo una excursión para ver la producción de Broadway de Los miserables, donde Cerda dijo que la producción la "impresionó". Este programa la convenció de seguir una carrera en la actuación. Posteriormente asistió al Marist College y participó en grupos de comedia como Upright Citizens Brigade y Tangana!, de la cual fue miembro fundadora. Pasó a actuar en comerciales, pero deseaba pasar a otros papeles actorales más amplios y afirmó: "Siempre habrá una razón para no hacer algo. Tenía una gran deuda de préstamos estudiantiles para una carrera en publicidad. Hubo muchos momentos bajos para llegar al punto donde estoy hoy. Todavía hay puntos bajos con los que me ocupo. Pero no escuchar a tu verdadero yo te dará una paliza y puedes enterrarlo o dejarlo prosperar". Cerda ha estado entre los actores y actrices de etnia mixta a quienes les ha resultado difícil trabajar en el sistema de Hollywood. "No encajo al 100% en ninguna categoría. Soy estadounidense, pero los directores de casting no siempre me ven así. A menudo me miran como el 'otro', pero está mejorando porque la gente de color está trabajando para mejorarlo".
Cerda comenzó a conseguir papeles en producciones televisivas de alto perfil como Homeland, Orange Is the New Black, House of Cards y Nurse Jackie. También obtuvo reconocimiento por protagonizar la reposición de Broadway de Children of a Lesser God y Smart People. También tiene un papel en la segunda temporada de Iron Fist, que está ambientada en el Universo cinematográfico de Marvel. Cerda participó en la serie de Disney+, The Mighty Ducks: Game Changers, que se estrenó el 26 de marzo de 2021.

## Vida personal
Cerda está casada y tiene un hijo. También dirige un blog de moda llamado Attached to the Hip.

## Filmografía

### Cine
| Año  | Título                             | Papel                  | Notas                       |
| ---- | ---------------------------------- | ---------------------- | --------------------------- |
| 2006 | Seeking Solace                     | Cortesana              | Cortometraje                |
| 2008 | Dog Run                            | Mandee                 | Cortometraje                |
| 2010 | Looking for These?                 | Yasmin                 | Cortometraje                |
| 2013 | The Disappearance of Eleanor Rigby | Enfermera              | Versiones: "Them" and "Her" |
| 2013 | A Miracle in Spanish Harlem        | Dr. Yi                 |                             |
| 2015 | The Intern                         | Equipo creativo de ATF |                             |
| 2015 | No Letting Go                      | Linda                  |                             |
| 2015 | The Great Gilly Hopkins            | Sra. Hong              |                             |
| 2016 | Passengers                         | Instructor (Hologram)  |                             |
| 2017 | Laying Low                         |                        | Cortometraje                |
| 2018 | Madeline's Madeline                | Carrie                 |                             |
| 2020 | You're Not Alone                   | Maestra                |                             |
| 2023 | Vacation Friends 2                 | Sra. Kim               |                             |

### Televisión
| Año       | Título                          | Papel                                 | Notas                                         |
| --------- | ------------------------------- | ------------------------------------- | --------------------------------------------- |
| 2010      | 12 Steps to Recovery            | Belinda                               | Episodio: "Out of Your League"                |
| 2011      | Nurse Jackie                    | Camarera                              | Episodio: "Mitten"                            |
| 2011      | White Collar                    | Cajera                                | Episodio: "Taking Account"                    |
| 2012      | Royal Pains                     | Anestesióloga                         | 2 episodios                                   |
| 2014      | Black Box                       | Estilista                             | Episodio: "Kodachrome"                        |
| 2014      | Dangerous Liaisons              | Cita del teatro de Richard            | Película de televisión                        |
| 2015      | Allegiance                      | Agente del FBI en la oficina de campo | Episodio: "Pilot"                             |
| 2015      | I Love You...But I Lied         | Lori                                  | Episodio: "Threesome/Surrogate"               |
| 2016      | Limitless                       | Gerd Rep                              | Episodio: "Fundamentals of Naked Portraiture" |
| 2016      | House of Cards                  | Dana Treister                         | Episodio: "Chapter 47"                        |
| 2016      | The Family                      | Doctora                               | Episodio: "I Win"                             |
| 2016–2019 | Blue Bloods                     | Abogada defensor / Abogada de Wright  | 2 episodios                                   |
| 2016      | Orange Is the New Black         | Jazmina                               | Episodio: "Bunny, Skull, Bunny, Skull"        |
| 2016      | Odd Mom Out                     |                                       | Episodio: "Hanoi Jill"                        |
| 2017      | Time After Time                 | Chase Chandler                        | Episodio: "Out of Time"                       |
| 2017      | Billions                        | Sam Brandt                            | Episodio: "Currency"                          |
| 2017–2018 | Kevin Can Wait                  | Kelly                                 | 2 episodios                                   |
| 2017–2018 | Homeland                        | Reiko Umon                            | 4 episodios (temporada 7)                     |
| 2018      | Iron Fist                       | Mika Prada                            | 2 episodios (temporada 2)                     |
| 2018      | FBI                             | Gretchen Madison                      | Episodio: "Family Man"                        |
| 2019      | Manifest                        | Agente Hannah Dayton                  | Episodio: "Hard Landing"                      |
| 2019      | NCIS: New Orleans               | Ella Ford                             | Episodio: "X"                                 |
| 2019      | The Loudest Voice               | Wendi Deng                            | Episodio: "2008"                              |
| 2020      | Blindspot                       | Ivy Sands                             | Recurrente (temporada 5); 9 episodios         |
| 2021      | The Mighty Ducks: Game Changers | Stephanie                             | Protagonista; 10 episodios                    |